# 科爾加亞尼 (市鎮)

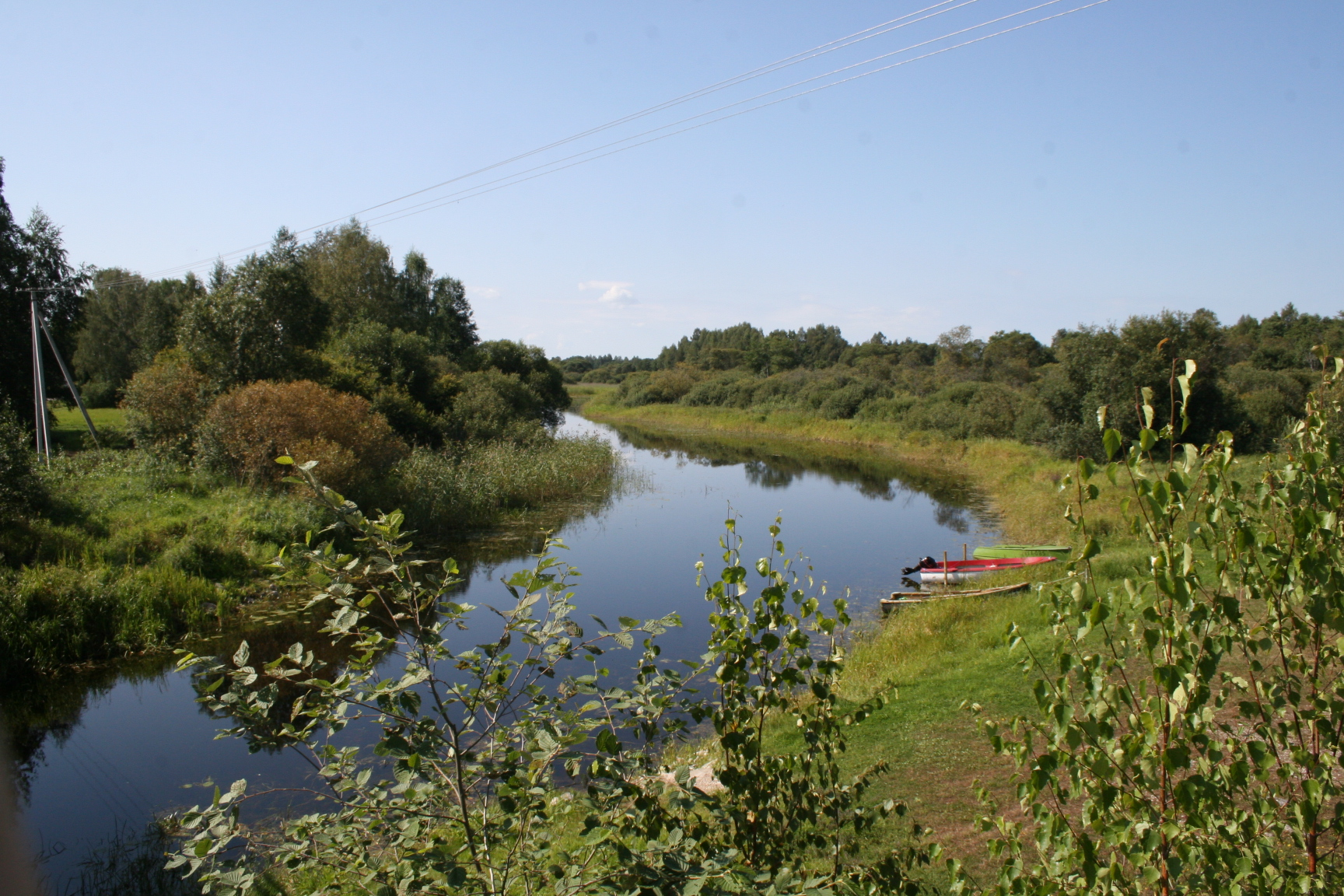
境内的河流

科爾加亞尼，曾是愛沙尼亞維爾揚迪縣的一個鄉村型市镇，位於該國南部，行政中心設於科爾加亞尼，面積312平方公里，2009年人口1,668，人口密度每平方公里5人。
2017年爱沙尼亚行政改革后，科爾加亞尼市镇和塔爾瓦斯圖市镇一道并入维尔扬迪市镇。
58°32′1″N 25°56′40″E / 58.53361°N 25.94444°E